# Martin Vingaard
Martin Vingaard Hansen (Odense, Dinamarca, 20 de marzo de 1985) es un exfutbolista danés que jugaba de centrocampista.
En julio de 2020 anunció su retirada.

## Selección nacional
Fue internacional con la selección de Dinamarca en 9 ocasiones anotando un gol.

## Clubes
| Club               | País           | Año       |
| ------------------ | -------------- | --------- |
| Boldklubben 1913   | Dinamarca      | 2003-2005 |
| Esbjerg fB         | Dinamarca      | 2005-2008 |
| F. C. Copenhague   | Dinamarca      | 2009-2013 |
| F. C. Nordsjælland | Dinamarca      | 2013-2016 |
| Tampa Bay Rowdies  | Estados Unidos | 2016-2018 |
| HB Køge            | Dinamarca      | 2019-2020 |

## Palmarés
F. C. Copenhague
- Superliga danesa: 2008-09, 2009-10, 2010-11
- Copa de Dinamarca: 2009, 2012